# Ягодное (Волгоградская область)
Ягодное — село в Ольховском районе Волгоградской области, административный центр Ягодновского сельского поселения.
Основано в 1833 году.
Население — 735 чел. (2010)

## История
Село Ягодное (оно же Ягодная Таловка) заселено государственными крестьянами велоко- и малороссами из Курской и других губерний в 1833-34 годах. По сведениям Саратовской земской управы 1882 году земельный надел сельского общества составлял 14909 десятины удобной и неудобной земли. Село относилось к Липовской волости Царицынского уезда Саратовской губернии.
В 1869 году построена деревянная церковь Покрова Богородицы. В 1887 году открыта церковно-приходская школа. В 1894 году в селе имелись 1 мануфактурная, 1 мелочная и 1 винная лавки, 10 ветряных мельниц и 3 маслобойни. Крестьяне занимались преимущественно хлебопашеством.
С 1928 года — административный центр Ягодновского сельсовета Ольховского района Камышинского округа (округ ликвидирован в 1934 году) Нижневолжского края. С 1935 года — в составе Балыклейского района Сталинградского края (с 1936 года — Сталинградской области, с 1961 года — Волгоградской области). В 1963 году Балыклейский район был расформирован, Ягодновский сельсовет передан Камышинскому району. В составе Ольховского района — с 1966 года.

## Общая физико-географическая характеристика
Село находится в степной местности, в пределах Приволжской возвышенности, в балке Таловке, при пруде Таловском, на высоте около 120 метров над уровнем моря. Почвы каштановые.
По автомобильным дорогам расстояние до областного центра города Волгоград — 180 км, до районного центра села Ольховка — 21 км.
Климат
Климат умеренный континентальный (согласно классификации климатов Кёппена — Dfa). Многолетняя норма осадков — 403 мм. Наибольшее количество осадков выпадает в июле — 47 мм, наименьшее в марте — 22 мм. Среднегодовая температура положительная и составляет + 7,1 °С, средняя температура самого холодного месяца января −9,1 °С, самого жаркого месяца июля +23,1 °С.
Часовой пояс
Ягодное, как и вся Волгоградская область, находится в часовой зоне МСК (московское время). Смещение применяемого времени относительно UTC составляет +3:00.

## Население
Динамика численности населения
| 1857 | 1860 | 1882 | 1891 | 1894 | 1897 | 1911 | 1987 | 2002 |
| ---- | ---- | ---- | ---- | ---- | ---- | ---- | ---- | ---- |
| 1007 | 1040 | 1708 | 1681 | 2092 | 2245 | 2620 | ≈900 | 753  |

| 2010 |
| ---- |
| 735  |